# Anthony Ludovici
Pour les articles homonymes, voir Ludovici.
Anthony Mario Ludovici (8 janvier 1882 – 3 avril 1971) est un philosophe britannique, sociologue, Social criticism (en) et polyglotte. Il est un défenseur reconnu de l'aristocratie et de l'antiégalitarisme, et il est un auteur britannique conservateur majeur du début du 20e siècle. Il écrit sur de nombreux sujets dont l'art, la métaphysique, la politique, l'économie, la religion, les différences sexuelles et raciales, la santé, ainsi que l'eugénisme. Sa philosophie contient des éléments du Förster-Nietzscheanisme, du Lamarckisme, du darwinisme social, ainsi que du monarchisme.
Il commence sa carrière comme artiste, peintre et illustrateur de livres. En 1906, il est secrétaire particulier du sculpteur Auguste Rodin durant quelques mois. Plus tard, il écrit plus de 30 livres, et en traduit de nombreux autres.
Il défend des positions conservatrices et traditionnelles sur les questions sociales. Tout particulièrement, il attaque le libéralisme, le christianisme, et le féminisme. Dans son pamphlet de 1939, intitulé English Liberalism (Libéralisme Anglais), il écrit : « C'est une partie de la superstition et la myopie du Libéralisme de supposer qu'un courant continu de nouvelles lois et des remodelages ou des démolitions incessantes des institutions puissent restaurer la santé et bonheur d'un pays ». Il attaque également ce qu'il considère comme le côté obscur de l'urbanisme et l'industrialisme, en soulignant que, contrairement aux familles d'agriculteurs, les citadins modernes ont tendance à considérer les enfants comme superflus.

## Biographie
Il nait à Londres, Angleterre le 8 janvier 1882. Son père, Albert Ludovici, est artiste peintre, et son grand-père, Albert Ludovici Sr. (en), est lui aussi un artiste. Il est d'ascendance basque, française, allemande, et italienne. Il reçoit une éducation privée en Angleterre et à l'étranger mais principalement éduqué par sa mère, Marie Cals. Comme un jeune étudiant il se lie d'amitié avec Harry Guy Radcliffe Drew, qu'il rencontre à l'Exposition universelle de 1900. Quelques années plus tard il devient ami avec les filles de Drew, Dorothy (plus tard étudiante de Frederick Matthias Alexander) et Joyce (mieux connu comme l'architecte Jane Drew). Il épouse Elsie Finnimore Buckley (en) le 20 mars 1920, et ils habitent d'abord à 35 Central Hill, Upper Norwood au sud-est de Londres. Il passe plusieurs années en Allemagne où il étudie les écrits de Friedrich Nietzsche dans leurs versions originales allemandes. Il parle couramment plusieurs langues.
Vers 1909, il commence à donner des conférences sur l'art, la politique, la religion, et la philosophie de Nietzsche, au sujet de laquelle il écrit en 1909 Who is to be Master of the World?: An Introduction to the Philosophy of Friedrich Nietzsche (Qui doit être le maître du monde?: Une introduction à la philosophie de Friedrich Nietzsche) et en 1910, Nietzsche: His Life and Works (Nietzsche: Sa vie et ses œuvres). Le spécialiste de Nietzsche William Mackintire Salter (en) décrit l'ouvrage Nietzsche: His Life and Works comme « un court manuel presque parfait » sur Nietzsche.
Après la Première Guerre mondiale, dans laquelle il est officier dans le régiment royal d'artillerie et les renseignements militaires, il devient étudiant d'Oscar Levy (en), le rédacteur de The Complete Works of Friedrich Nietzsche (L'ensemble de l'œuvre de Friedrich Nietzsche), la première traduction de l'œuvre de Nietzsche en anglais. Il participe à la rédaction de ses volumes.
En 1925, Ludovici découvre la technique Alexander et il déclare par la suite qu'il reçut des leçons sur le « comportement » durant quatre ans avec F.M. Alexander.